# 王俊寿
王俊寿（1971年3月—），男，汉族，山西阳泉人，中华人民共和国政治人物。南开大学金融系本科、硕士、博士毕业，工学博士，特华科研流动站博士后。曾任中国银监会办公厅副主任、中国银行业监督管理委员会新疆监管局局长、山东监管局局长、上海监管局局长、国家金融监督管理总局上海监管局局长，2024年7月任湖南省人民政府副省长。